# Sīāh Galvandān
Sīāh Galvandān (persiska: سیاه گلوندان) är en ort i Iran.   Den ligger i provinsen Gilan, i den nordvästra delen av landet, 240 km nordväst om huvudstaden Teheran. Sīāh Galvandān ligger 20 meter över havet och antalet invånare är 793.
Terrängen runt Sīāh Galvandān är platt.Runt Sīāh Galvandān är det tätbefolkat, med 659 invånare per kvadratkilometer. Närmaste större samhälle är Rasht, 11,7 km nordost om Sīāh Galvandān. Trakten runt Sīāh Galvandān består till största delen av jordbruksmark.